# Toccaten BWV 910–916

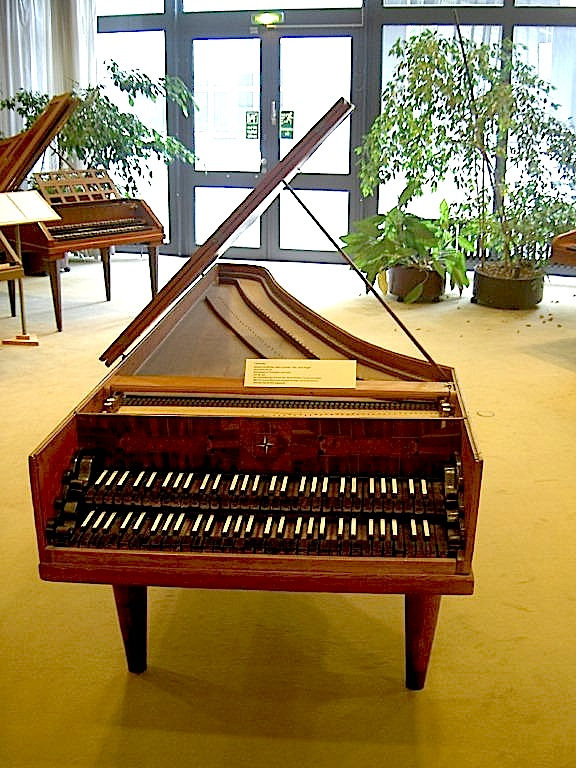
Bach-Cembalo im Musikinstrumenten-Museum Berlin

Die Toccaten BWV 910–916 sind sieben Toccaten für Tasteninstrumente von Johann Sebastian Bach. Sie sind ursprünglich für Cembalo oder Clavichord geschrieben, werden aber heutzutage auch auf dem Klavier gespielt.

## Inhalt
1. Toccata in fis-Moll, BWV 910; 199 Takte
2. Toccata in c-Moll, BWV 911; 175 Takte
3. Toccata in D-Dur, BWV 912; 277 Takte
4. Toccata in d-Moll, BWV 913; 296 Takte
5. Toccata in e-Moll, BWV 914; 142 Takte
6. Toccata in g-Moll, BWV 915; 194 Takte
7. Toccata in G-Dur, BWV 916; 177 Takte. (Dieses Werk wird in einer Abschrift von Heinrich Nikolaus Gerber, einem Schüler Bachs, „Concerto seu Toccata“ genannt.)[1]

## Beschreibung
Der Entstehungszeitraum der sieben Toccaten wird zwischen 1707 und 1713 angesetzt, in Bachs Weimarer Zeit. Die sieben Stücke sind im Geiste des Stylus phantasticus geschrieben, der im 17. Jahrhundert seine Hochblüte erlebte, und haben improvisatorischen Charakter, der auch zahlreiche rhythmische Freiheiten zulässt. Nach einem einleitenden virtuosen Laufwerk folgt meistens ein langsamer Satz mit einer anschließenden lebhaften Fuge, oft mit Vorliebe doppelthemig, dann ein ausdrucksvolles Adagio, zum Abschluss wieder ein fugenhaftes, meist doppelthemiges Allegro.
Keine der Toccaten ist in Bachs eigenhändiger Niederschrift erhalten. Aber es gibt aus seinem Schülerkreis noch zahlreiche Abschriften. Allerdings enthält keine von ihnen alle sieben Toccaten, und sie weichen an manchen Stellen voneinander ab. Ob es sich dabei um Versehen, um eigenmächtige Änderungen der Schreiber oder um Verbesserungen handelt, die auf Bach selbst zurückgehen, ist nicht immer zweifelsfrei festzustellen. Die Quellenkritik stellt deshalb in diesen Fällen besonders schwierige Anforderungen.
Obwohl die Bach-Renaissance im 19. Jahrhundert zu einer ersten Blüte gelangte, erfreuten sich diese Jugendwerke Bachs zu jener Zeit noch keiner großen Beliebtheit, sondern galten als unausgereifte Versuche eines Anfängers. Philipp Spitta, unter Bezugnahme auf Forkels erste Bach-Biografie von 1802, schreibt 1873 im ersten Band seiner ausführlichen Abhandlung über Bach: Allem Anschein nach hat ihn die Combination von Fugen- und Concert-Satz schon in seinen Ausbildungsjahren beschäftigt: es liegt eine Composition vor, welche in ihrem teils unbehülflichen, teils maßlosen Wesen nur eines Anfängers Arbeit sein kann.